# Chikao Ōtsuka
Chikao Ōtsuka (jap. 大塚 周夫 Ōtsuka Chikao; ur. 5 lipca 1929 w Tokio, zm. 15 stycznia 2015 tamże) – japoński seiyū i aktor dubbingowy.
Znany z użyczanego głosu dla postaci w bajkach m.in. Kapitana Hooka w Piotrusiu Panu, Dicka Dastardly w Odlotowych wyścigach i Mastera Xehanorta w Kingdom Hearts.
Pracował dla agencji Aoni Production.
Zmarł w 2015 roku z powodu choroby niedokrwiennej serca.
Jego syn, Akio, również jest aktorem głosowym. Kilkukrotnie wystąpili razem w niektórych produkcjach.

## Wybrana filmografia
- Baśnie braci Grimm
- Beyblade – Ryūnosuke Kinomiya
- Cowboy Bebop – Doctor Rondesu
- Digimon Adventure –
  - Piemon (Piedmon),
  - Apocalymon
- Dragon Ball – Taopaipai
- Dragon Ball Z – Taopaipai
- Full Metal Panic! – Lord Mallory
- Hellsing – Arthur Hellsing
- Kamikaze kaitō Jeanne – Police Chief Mikuri
- Zapiski detektywa Kindaichi – Keitarō Kiyomasa
- Kidō Senshi Gundam 00 – Aeolia Schenberg
- Muminki – Bobek
- Nurarihyon no mago – Nurarihyon
- One Piece – Gol. D Roger
- Przygody małego Nemo w krainie snów – Flip
- Slayers: Magiczni wojownicy – Pirate Captain
- Sonic X –
  - Doktor Eggman,
  - Profesor Gerald Robotnik
- Asura's Wrath – Kalrow
- Super Mario Bros. 2 – King